# Sonata para violín n.º 27 (Mozart)
La Sonata para violín n.º 27 en sol mayor, K. 379/373a fue compuesta por Wolfgang Amadeus Mozart en Viena en abril de 1781. La obra fue publicada como Opus 2 junto con las sonatas KV 296, KV 376, KV 377, KV 378 y KV 380. 
La interpretación de la Sonata n.º 27 suele durar unos veinte minutos.

## Estructura
Consta de tres movimientos:
1. Adagio
2. Allegro (sol menor)
3. Andantino cantabile